# 2022年度の将棋界
2022年度の将棋界（2022ねんどのしょうぎかい）では、2022年（令和4年）4月から2023年（令和5年）3月の将棋界に関する出来事について記述する。

## できごと
| \| ：タイトル戦 番勝負 ：挑戦者決定戦（挑） \| 0 \| ：順位戦リーグ(Ｌ)・本戦トーナメント(Ｔ)・本戦リーグ(Ｌ) ：予備予選／予選トーナメント(Ｔ)・予選リーグ(Ｌ) \| |   | |
| ：タイトル戦 番勝負 ：挑戦者決定戦（挑） | 0 | ：順位戦リーグ(Ｌ)・本戦トーナメント(Ｔ)・本戦リーグ(Ｌ) ：予備予選／予選トーナメント(Ｔ)・予選リーグ(Ｌ) |

| ：タイトル戦 番勝負 ：挑戦者決定戦（挑） | 0 | ：順位戦リーグ(Ｌ)・本戦トーナメント(Ｔ)・本戦リーグ(Ｌ) ：予備予選／予選トーナメント(Ｔ)・予選リーグ(Ｌ) |

| 棋戦   | 棋戦   | 前年度（2021年度） | 前年度（2021年度）   | 前年度（2021年度）   | 前年度（2021年度）   | 前年度（2021年度）   | 前年度（2021年度）   | 前年度（2021年度）   | 前年度（2021年度）   | 前年度（2021年度）   | 前年度（2021年度）   | 前年度（2021年度） | 前年度（2021年度） | 当年度（2022年度） | 当年度（2022年度） | 当年度（2022年度） | 当年度（2022年度） | 当年度（2022年度） | 当年度（2022年度） | 当年度（2022年度） | 当年度（2022年度） | 当年度（2022年度）   | 当年度（2022年度）   | 当年度（2022年度）   | 当年度（2022年度）   |        |
| 棋戦   | 棋戦   | 4                  | 5                    | 6                    | 7                    | 8                    | 9                    | 10                   | 11                   | 12                   | 1                    | 2                  | 3                  | 4                  | 5                  | 6                  | 7                  | 8                  | 9                  | 10                 | 11                 | 12                   | 1                    | 2                    | 3                    |        |
| 名人戦 | 第80期 |                    |                      | 順位戦Ｌ             | 順位戦Ｌ             | 順位戦Ｌ             | 順位戦Ｌ             | 順位戦Ｌ             | 順位戦Ｌ             | 順位戦Ｌ             | 順位戦Ｌ             | 順位戦Ｌ           | 順位戦Ｌ           | 七番勝負           | 七番勝負           | 七番勝負           |                    |                    |                    |                    |                    |                      |                      |                      |                      |        |
| 名人戦 | 第81期 |                    |                      |                      |                      |                      |                      |                      |                      |                      |                      |                    |                    |                    |                    | 順位戦Ｌ           | 順位戦Ｌ           | 順位戦Ｌ           | 順位戦Ｌ           | 順位戦Ｌ           | 順位戦Ｌ           | 順位戦Ｌ             | 順位戦Ｌ             | 順位戦Ｌ             | 順位戦Ｌ             |        |
| 叡王戦 | 第7期  |                    |                      |                      | 段位別予選Ｔ         | 段位別予選Ｔ         | 段位別予選Ｔ         | 段位別予選Ｔ         | 段位別予選Ｔ         | 段位別予選Ｔ         | 段位別予選Ｔ         | 本戦Ｔ             | 本戦Ｔ             | 五番勝負           | 五番勝負           |                    |                    |                    |                    |                    |                    |                      |                      |                      |                      |        |
| 叡王戦 | 第8期  |                    |                      |                      |                      |                      |                      |                      |                      |                      |                      |                    |                    |                    |                    | 段位別予選Ｔ       | 段位別予選Ｔ       | 段位別予選Ｔ       | 段位別予選Ｔ       | 段位別予選Ｔ       | 段位別予選Ｔ       | 段位別予選Ｔ         | 本戦Ｔ               | 本戦Ｔ               | 本戦Ｔ               |        |
| 棋聖戦 | 第93期 |                    | 一次・二次予選予選Ｔ | 一次・二次予選予選Ｔ | 一次・二次予選予選Ｔ | 一次・二次予選予選Ｔ | 一次・二次予選予選Ｔ | 一次・二次予選予選Ｔ | 一次・二次予選予選Ｔ | 一次・二次予選予選Ｔ | 一次・二次予選予選Ｔ | 本戦Ｔ             | 本戦Ｔ             | 本戦Ｔ             |                    | 五番勝負           | 五番勝負           |                    |                    |                    |                    |                      |                      |                      |                      |        |
| 棋聖戦 | 第94期 |                    |                      |                      |                      |                      |                      |                      |                      |                      |                      |                    |                    |                    | 一次・二次予選Ｔ   | 一次・二次予選Ｔ   | 一次・二次予選Ｔ   | 一次・二次予選Ｔ   | 一次・二次予選Ｔ   | 一次・二次予選Ｔ   | 一次・二次予選Ｔ   | 一次・二次予選Ｔ     | 一次・二次予選Ｔ     | 本戦Ｔ               | 本戦Ｔ               | 本戦Ｔ |
| 王位戦 | 第63期 |                    |                      | 予選Ｔ               | 予選Ｔ               | 予選Ｔ               | 予選Ｔ               | 予選Ｔ               | 予選Ｔ               | 予選Ｔ               |                      | 本戦Ｌ             | 本戦Ｌ             | 本戦Ｌ             | 挑                 | 七番勝負           | 七番勝負           | 七番勝負           | 七番勝負           |                    |                    |                      |                      |                      |                      |        |
| 王位戦 | 第64期 |                    |                      |                      |                      |                      |                      |                      |                      |                      |                      |                    |                    |                    |                    |                    |                    | 予選Ｔ             | 予選Ｔ             | 予選Ｔ             | 予選Ｔ             | 予選Ｔ               |                      | 本戦Ｌ               | 本戦Ｌ               |        |
| 王座戦 | 第70期 |                    |                      |                      |                      | 一次・二次予選Ｔ     | 一次・二次予選Ｔ     | 一次・二次予選Ｔ     | 一次・二次予選Ｔ     | 一次・二次予選Ｔ     | 一次・二次予選Ｔ     | 一次・二次予選Ｔ   | 一次・二次予選Ｔ   | 本戦Ｔ             | 本戦Ｔ             | 本戦Ｔ             | 本戦Ｔ             | 五番勝負           | 五番勝負           | 五番勝負           |                    |                      |                      |                      |                      |        |
| 王座戦 | 第71期 |                    |                      |                      |                      |                      |                      |                      |                      |                      |                      |                    |                    |                    |                    |                    |                    |                    |                    | 一次・二次予選Ｔ   | 一次・二次予選Ｔ   | 一次・二次予選Ｔ     | 一次・二次予選Ｔ     | 一次・二次予選Ｔ     | 一次・二次予選Ｔ     |        |
| 竜王戦 | 第35期 |                    |                      |                      |                      |                      |                      |                      |                      | ランキング戦Ｔ       | ランキング戦Ｔ       | ランキング戦Ｔ     | ランキング戦Ｔ     | ランキング戦Ｔ     | ランキング戦Ｔ     | 本戦Ｔ             | 本戦Ｔ             | 挑                 |                    | 七番勝負           | 七番勝負           | 七番勝負             |                      |                      |                      |        |
| 竜王戦 | 第35期 | 昇級者決定戦Ｔ     |                      |                      |                      |                      |                      |                      |                      |                      |                      |                    |                    |                    |                    |                    |                    |                    |                    |                    |                    |                      |                      |                      |                      |        |
| 竜王戦 | 第36期 |                    |                      |                      |                      |                      |                      |                      |                      |                      |                      |                    |                    |                    |                    |                    |                    |                    |                    |                    |                    | ランキング戦・昇級Ｔ | ランキング戦・昇級Ｔ | ランキング戦・昇級Ｔ | ランキング戦・昇級Ｔ |        |
| 王将戦 | 第72期 |                    |                      |                      |                      |                      |                      |                      |                      |                      | 一次・二次予選Ｔ     | 一次・二次予選Ｔ   | 一次・二次予選Ｔ   | 一次・二次予選Ｔ   | 一次・二次予選Ｔ   | 一次・二次予選Ｔ   | 一次・二次予選Ｔ   | 一次・二次予選Ｔ   | 本戦Ｌ             | 本戦Ｌ             | 本戦Ｌ             |                      | 七番勝負             | 七番勝負             | 七番勝負             |        |
| 王将戦 | 第73期 |                    |                      |                      |                      |                      |                      |                      |                      |                      |                      |                    |                    |                    |                    |                    |                    |                    |                    |                    |                    |                      | 一次予選Ｔ           | 一次予選Ｔ           | 一次予選Ｔ           |        |
| 棋王戦 | 第48期 |                    |                      |                      |                      |                      |                      |                      |                      |                      | 予選Ｔ               | 予選Ｔ             | 予選Ｔ             | 予選Ｔ             | 予選Ｔ             | 本戦Ｔ             | 本戦Ｔ             | 本戦Ｔ             | 本戦Ｔ             | 本戦Ｔ             | 本戦Ｔ             | 挑                   |                      | 五番勝負             | 五番勝負             |        |
| 棋王戦 | 第49期 |                    |                      |                      |                      |                      |                      |                      |                      |                      |                      |                    |                    |                    |                    |                    |                    |                    |                    |                    |                    |                      | 予選Ｔ               | 予選Ｔ               | 予選Ｔ               |        |

| 棋戦              | 棋戦   | 前年度（2021年度） | 前年度（2021年度） | 前年度（2021年度） | 前年度（2021年度） | 前年度（2021年度） | 前年度（2021年度） | 前年度（2021年度） | 前年度（2021年度） | 前年度（2021年度） | 前年度（2021年度） | 前年度（2021年度） | 前年度（2021年度） | 当年度（2022年度） | 当年度（2022年度） | 当年度（2022年度） | 当年度（2022年度） | 当年度（2022年度） | 当年度（2022年度） | 当年度（2022年度） | 当年度（2022年度） | 当年度（2022年度） | 当年度（2022年度） | 当年度（2022年度） | 当年度（2022年度） |
| 棋戦              | 棋戦   | 4                  | 5                  | 6                  | 7                  | 8                  | 9                  | 10                 | 11                 | 12                 | 1                  | 2                  | 3                  | 4                  | 5                  | 6                  | 7                  | 8                  | 9                  | 10                 | 11                 | 12                 | 1                  | 2                  | 3                  |
| 女子 オープン     | 第15期 |                    | 予選Ｔ             | 予選Ｔ             |                    | 本戦Ｔ             | 本戦Ｔ             | 本戦Ｔ             | 本戦Ｔ             | 本戦Ｔ             | 本戦Ｔ             | 本戦Ｔ             | 挑                 | 五番勝負           | 五番勝負           | 五番勝負           |                    |                    |                    |                    |                    |                    |                    |                    |                    |
| 女子 オープン     | 第16期 |                    |                    |                    |                    |                    |                    |                    |                    |                    |                    |                    |                    |                    | 予選Ｔ             | 予選Ｔ             |                    | 本戦Ｔ             | 本戦Ｔ             | 本戦Ｔ             | 本戦Ｔ             | 本戦Ｔ             | 本戦Ｔ             | 本戦Ｔ             | 挑                 |
| 女流王位戦        | 第33期 |                    |                    |                    |                    | 予選Ｔ             | 予選Ｔ             | 予選Ｔ             | 本戦Ｌ             | 本戦Ｌ             | 本戦Ｌ             | 本戦Ｌ             | 挑                 | 五番勝負           | 五番勝負           | 五番勝負           |                    |                    |                    |                    |                    |                    |                    |                    |                    |
| 女流王位戦        | 第34期 |                    |                    |                    |                    |                    |                    |                    |                    |                    |                    |                    |                    |                    |                    |                    |                    |                    | 予選Ｔ             | 予選Ｔ             | 予選Ｔ             | 本戦Ｌ             | 本戦Ｌ             | 本戦Ｌ             | 挑                 |
| 清麗戦            | 第4期  |                    |                    |                    |                    |                    |                    | 予選Ｔ             | 予選Ｔ             | 予選Ｔ             | 予選Ｔ             | 予選Ｔ             | 予選Ｔ             | 予選Ｔ             | 本戦 Ｔ            |                    | 五番勝負           | 五番勝負           |                    |                    |                    |                    |                    |                    |                    |
| 清麗戦            | 第5期  |                    |                    |                    |                    |                    |                    |                    |                    |                    |                    |                    |                    |                    |                    |                    |                    |                    | 予選Ｔ             | 予選Ｔ             | 予選Ｔ             | 予選Ｔ             | 予選Ｔ             | 予選Ｔ             | 予選Ｔ             |
| 白玲戦 女流順位戦 | 第2期  |                    |                    |                    |                    |                    |                    | 女流順位戦Ｌ       | 女流順位戦Ｌ       | 女流順位戦Ｌ       | 女流順位戦Ｌ       | 女流順位戦Ｌ       | 女流順位戦Ｌ       | 女流順位戦Ｌ       | 女流順位戦Ｌ       | 女流順位戦Ｌ       | 女流順位戦Ｌ       | 七番勝負           | 七番勝負           | 七番勝負           |                    |                    |                    |                    |                    |
| 白玲戦 女流順位戦 | 第3期  |                    |                    |                    |                    |                    |                    |                    |                    |                    |                    |                    |                    |                    |                    |                    |                    |                    |                    | 女流順位戦Ｌ       | 女流順位戦Ｌ       | 女流順位戦Ｌ       | 女流順位戦Ｌ       | 女流順位戦Ｌ       | 女流順位戦Ｌ       |
| 女流王将戦        | 第44期 |                    |                    |                    |                    |                    |                    |                    |                    |                    | 予 Ｔ              |                    |                    | 本戦Ｔ             | 本戦Ｔ             | 本戦Ｔ             | 本戦Ｔ             | 本戦Ｔ             |                    | 三番 勝負          |                    |                    |                    |                    |                    |
| 女流王将戦        | 第45期 |                    |                    |                    |                    |                    |                    |                    |                    |                    |                    |                    |                    |                    |                    |                    |                    |                    |                    |                    |                    |                    | 予Ｔ               |                    |                    |
| 女流王座戦        | 第12期 |                    |                    |                    |                    |                    |                    |                    |                    |                    |                    |                    |                    |                    | 予選Ｔ             | 予選Ｔ             | 本戦Ｔ             | 本戦Ｔ             | 本戦Ｔ             | 五番勝負           | 五番勝負           | 五番勝負           |                    |                    |                    |
| 女流王座戦        | 第11期 |                    | 予選Ｔ             | 予選Ｔ             | 本戦Ｔ             | 本戦Ｔ             | 本戦Ｔ             | 五番勝負           | 五番勝負           | 五番勝負           |                    |                    |                    |                    |                    |                    |                    |                    |                    |                    |                    |                    |                    |                    |                    |
| 倉敷藤花戦        | 第30期 |                    |                    |                    |                    |                    |                    |                    |                    |                    |                    |                    | 本戦Ｔ             | 本戦Ｔ             | 本戦Ｔ             | 本戦Ｔ             | 本戦Ｔ             | 本戦Ｔ             | 挑                 |                    | 三番 勝負          |                    |                    |                    |                    |
| 倉敷藤花戦        | 第31期 |                    |                    |                    |                    |                    |                    |                    |                    |                    |                    |                    |                    |                    |                    |                    |                    |                    |                    |                    |                    |                    |                    |                    | 本Ｔ               |
| 女流名人戦        | 第49期 |                    |                    |                    |                    |                    |                    |                    |                    | 予選Ｔ             | 予選Ｔ             | 予選Ｔ             | 予選Ｔ             | 本戦Ｌ             | 本戦Ｌ             | 本戦Ｌ             | 本戦Ｌ             | 本戦Ｌ             | 本戦Ｌ             | 本戦Ｌ             | 本戦Ｌ             |                    | 五番勝負           | 五番勝負           | 五番勝負           |
| 女流名人戦        | 第50期 |                    |                    |                    |                    |                    |                    |                    |                    |                    |                    |                    |                    |                    |                    |                    |                    |                    |                    |                    |                    | 予選Ｔ             | 予選Ｔ             | 予選Ｔ             | 予選Ｔ             |

タイトル戦の結果ならびに新記録などの初めておきた出来事に関しては太字で表示する。※は実施されない場合あり

### 2022年4月
- 01日 - 第49回将棋大賞が発表され、最優秀棋士賞は藤井聡太竜王が2年連続受賞[1]。詳細は2021年度の将棋界#将棋大賞を参照。
- 02日 - 第7期叡王戦挑戦者決定戦が行われ、出口若武五段が服部慎一郎四段に勝利し藤井聡太叡王への挑戦権を獲得[2]。
- 05日 - 第15期マイナビ女子オープン五番勝負第1局が行われ、里見香奈女流四冠が西山朋佳女王に勝利し初戦を制する(西山 0-1 里見)[3]。
- 06日・7日 - 第80期名人戦七番勝負第1局が行われ、渡辺明名人が斎藤慎太郎八段に勝利し初戦を制する(渡辺 1-0 斎藤)[4]。
- 11日 - 第71期王将戦を制した藤井聡王将への就位式が行われ、贈位状などが贈られた[5]。
- 19日・20日 - 第80期名人戦七番勝負第2局が行われ、渡辺明名人が斎藤慎太郎八段に勝利し2勝目(渡辺 2-0 斎藤)[6]。
- 21日 - 第15期マイナビ女子オープン五番勝負第2局が行われ、西山朋佳女王が里見香奈女流四冠に勝利し1勝目(西山 1-1 里見)[7]。
- 25日 - 第93期ヒューリック杯棋聖戦挑戦者決定戦が行われ、永瀬拓矢王座が渡辺明名人に勝利し藤井聡太棋聖への挑戦権を獲得[8]。
- 26日 - 第33期女流王位戦五番勝負第1局が行なわれ、西山朋佳白玲・女王が総手数239手で里見香奈女流王位に勝利し初戦を制する（里見 0-1 西山）[9]。本局の総手数239手は女流棋戦のタイトル戦番勝負での最長手数を更新した[注 1]。
- 28日 - 第7期叡王戦五番勝負第1局が行われ、藤井聡太叡王が出口若武六段に勝利し初戦を制する(藤井 1-0 出口)[10]。

### 2022年5月
- 07日・8日 - 第80期名人戦七番勝負第3局が行われ、斎藤慎太郎八段が渡辺明名人に勝利し1勝目(渡辺 2-1 斎藤)[11]。
- 11日 - 第33期女流王位戦五番勝負第2局が行なわれ、里見香奈女流王位が西山朋佳白玲・女王に勝利し1勝目（里見 1-1 西山）[12]。
- 14日 - 第15期マイナビ女子オープン五番勝負第3局が行われ、里見香奈女流四冠が西山朋佳女王に勝利し2勝目 (西山 1-2 里見)[13]。
- 15日 - 第7期叡王戦五番勝負第2局が行われ千日手成立。同日指し直し局が行なわれ、藤井聡太叡王が出口若武六段に勝利し2勝目 (藤井 2-0 出口)[14]。
- 19日・20日 - 第80期名人戦七番勝負第4局が行われ、渡辺明名人が斎藤慎太郎八段に勝利し3勝目(渡辺 3-1 斎藤)[15]。
- 23日 - 第4期清麗戦挑戦者決定戦が行われ、里見女流四冠が西山白玲・女王に勝利し加藤桃子清麗への挑戦権を獲得[16]。
- 24日 - 第7期叡王戦五番勝負第3局が行われ、藤井聡太叡王が出口若武六段に勝利し叡王防衛（藤井 3-0 出口）[17]。叡王位の防衛は叡王戦史上初。藤井は登場タイトル棋戦通算8期のうち、敗退なし[注 2]での通算8期連続タイトル獲得。
- 25日 - 第33期女流王位戦五番勝負第3局が行なわれ、里見香奈女流王位が西山朋佳白玲・女王に勝利し2勝目（里見 2-1 西山）[18]。
- 26日 - 谷川浩司九段の永世名人（十七世名人）襲位[19]（2022年5月23日付、将棋界史上4人目）を日本将棋連盟が発表。
- 27日 - 第48期棋王戦コナミグループ杯予選8組決勝が行われ、古森悠太五段に勝利した里見香奈女流四冠が棋王戦史上初となる女流棋士の本戦出場を決めた[20]。合わせて、この対局での勝利で女性初の棋士編入試験受験資格を得た[20][注 3]。
- 28日・29日 - 第80期名人戦七番勝負第5局が行われ、渡辺明名人が斎藤慎太郎八段に勝利し名人防衛(渡辺 4-1 斎藤)[21]。
- 30日 - 第15期マイナビ女子オープン五番勝負第4局が行われ、西山朋佳女王が挑戦者の里見香奈女流四冠に勝利し2勝目 (西山 2-2 里見)[22]。
- 31日 - お〜いお茶杯第63期王位戦挑戦者決定戦が行われ、豊島将之九段が池永天志五段に勝利し藤井聡太王位への挑戦権を獲得[23]。

### 2022年6月
- タイトル棋戦「叡王戦」の序列が第4位に変更。上から、竜王戦、名人戦、王位戦、叡王戦、王座戦、棋王戦、王将戦、棋聖戦の順[24]（協賛名省略）。
- 03日 - 第93期ヒューリック杯棋聖戦五番勝負第1局において二度の千日手が成立。いずれも同日に指し直し局が行なわれ、第1局再指し直し局で永瀬拓矢王座が藤井聡太棋聖に勝利し1勝目（藤井 0-1 永瀬）[25]。
  - 二度の千日手局と再指し直し局の合計3局がタイトル戦の同日・同会場で指されるのは史上初[26][注 4]。
- 07日 - 第33期女流王位戦五番勝負第4局が行なわれ、里見香奈女流王位が西山朋佳白玲・女王に勝利し女流王位防衛（里見 3-1 西山）[27]。
- 13日 - 第15期マイナビ女子オープン五番勝負第5局が行なわれ、西山朋佳女王が挑戦者の里見香奈四冠を破り女王防衛（西山 3-2 里見）[28]。
  - 西山女王は女王のタイトル連続5期獲得により永世女王獲得。合わせて、西山女流三段は女流棋士転向後タイトル獲得3期により女流四段に昇段。
- 15日 - 第93期ヒューリック杯棋聖戦五番勝負第2局が行われ、藤井聡太棋聖が永瀬拓矢王座に勝利し1勝目（藤井 1-1 永瀬）。
- 16日 - 第81期B級1組順位戦1回戦で羽生善治九段が山崎隆之八段に82手で勝利し、史上初の通算1500勝達成（特別将棋栄誉敢闘賞[29]）[30][31][32]。
- 22日 - 公式対局拠点「名古屋将棋対局場」をミッドランドスクエア[注 5]内に開設[33][34]。杮落しは順位戦A級とB級2組の計2局[注 6][35]。
- 24日 - 5月27日の対局で棋士編入試験の受験資格を得た里見香奈女流四冠の受験申込を6月24日付で受理（制度化以降3例目、女性受験者は初）。編入試験は棋士番号328-332番の5名の試験官により、8月から12月まで1ヶ月に1対局のペースで最大5局実施される[36]。里見は防衛する3棋戦（女流王座・女流王将・倉敷藤花）に加えて挑戦を決めている白玲戦の4つの女流タイトル戦と並行しての編入試験実施となる[注 7]。
- 28日・29日 - お〜いお茶杯第63期王位戦七番勝負第1局が行なわれ、豊島将之九段が藤井聡太王位に勝利し1勝目（藤井 0-1 豊島）[37]。

### 2022年7月
- 04日 - 第93期ヒューリック杯棋聖戦五番勝負第3局が行われ、藤井聡太棋聖が永瀬拓矢王座に勝利し2勝目（藤井 2-1 永瀬）[38]。
- 08日 - 第4期清麗戦五番勝負第1局が行われ、里見香奈女流四冠が加藤桃子清麗に勝利し1勝目（加藤 0-1 里見）[39]。
- 13日 - 第2期女流順位戦A級9回戦一斉対局が行われ、里見香奈女流四冠が8勝1敗の成績で西山朋佳白玲への挑戦権を獲得（第2期白玲戦）[40]。
- 13日・14日 - お〜いお茶杯第63期王位戦七番勝負第2局が行なわれ、藤井聡太王位が豊島将之九段に勝利し1勝目（藤井 1-1 豊島）[41]。
- 17日 - 第93期ヒューリック杯棋聖戦五番勝負第4局が行われ、藤井聡太棋聖が永瀬拓矢王座に勝利し棋聖防衛（藤井 3-1 永瀬）。藤井は登場タイトル棋戦通算9期のうち通算9期連続タイトル獲得（敗退なし[注 2]）達成。
- 18日 - 第16期マイナビ女子オープン予選において、野原未蘭女流初段が竹部さゆり女流四段との対局で入玉宣言法に基づく「宣言」により勝利。棋戦および女流棋戦の公式戦において「入玉宣言法」が初めて行使された対局であり、初めて「宣言」により勝敗がついた対局となった[42][注 8]。
- 20・21日 - お〜いお茶杯第63期王位戦七番勝負第3局が行なわれ、藤井聡太王位が豊島将之九段に勝利し2勝目（藤井 2-1 豊島）[44]。
- 22日 - 第4期清麗戦五番勝負第2局が行われ、里見香奈女流四冠が加藤桃子清麗に勝利し2勝目（加藤 0-2 里見）[45]。
- 25日 - 第70期王座戦挑戦者決定戦が行われ、豊島将之九段が大橋貴洸六段に勝利し永瀬拓矢王座への挑戦権を獲得[46]。

### 2022年8月
- 03日 - 第4期清麗戦五番勝負第3局が行なわれ、里見香奈女流四冠が加藤桃子清麗から3勝目を挙げ、清麗のタイトルを奪取（加藤 0-3 里見）[47]。
  - 里見清麗（女流五冠）は、この勝利が女流タイトル戦での自身通算143勝目となり、女流タイトル戦における通算最多勝利記録を更新[48]。
- 15日・16日 - ＜中止:お〜いお茶杯第63期王位戦七番勝負第4局（藤井 - 豊島）＞[49][注 9]
- 18日 - 里見香奈女流五冠「棋士編入試験」第1局が行われ、試験官の徳田拳士四段の勝利（里見 0勝1敗）[50]。
- 23日 - 第35期竜王戦挑戦者決定戦三番勝負第2局が行われ、広瀬章人八段が山崎隆之八段に勝利し、藤井聡太竜王への挑戦権を獲得[51]。
- 24日・25日 - お〜いお茶杯第63期王位戦七番勝負第4局が行なわれ、藤井聡太王位が豊島将之九段に勝利し3勝目（藤井 3-1 豊島）[52]。
- 27日 - 第2期白玲戦七番勝負第1局が行われ、里見香奈女流五冠が西山朋佳白玲に勝利し1勝目（西山 0-1 里見）[53]。
- 31日 - 第70期王座戦五番勝負第1局が行われ、豊島将之九段が永瀬拓矢王座に勝利し1勝目（永瀬 0-1 豊島）[54]。

### 2022年9月
- 03日 - 第2期白玲戦七番勝負第2局が行われ、里見香奈女流五冠が西山朋佳白玲に勝利し2勝目（西山 0-2 里見）[55]。
- 05日・6日 - お〜いお茶杯第63期王位戦七番勝負第5局が行われ、藤井聡太王位が豊島将之九段に勝利し王位防衛（藤井 4-1 豊島）[56]。
  - 藤井はタイトル棋戦通算10期登場のうち、敗退なし[注 2]での10期連続タイトル獲得を達成。あわせて、タイトル10期獲得時の最年少記録（20歳1か月）および初タイトル獲得から10期獲得までの最速記録（期間=2年1か月）を更新。
- 07日 - 第12期リコー杯女流王座戦挑戦者決定戦が行なわれ、加藤桃子女流三段が西山朋佳白玲・女王に勝利し、里見香奈女流王座への挑戦権を獲得[57]。
- 10日
  - 第2期白玲戦七番勝負第3局が行われ、西山朋佳白玲が里見香奈女流五冠に勝利し1勝目（西山 1-2 里見）[58]。
  - 第44期女流王将戦の挑戦者決定戦が放送され、西山朋佳白玲・女王が渡部愛女流三段を下して里見香奈女流王将への挑戦権を獲得。
  - 奨励会第71回三段リーグ最終局が行なわれ、10月1日付で昇段する新四段2名が決定（藤本渚新四段、齊藤裕也新四段）[59]。
- 13日
  - 第70期王座戦五番勝負第2局が行われ千日手が成立。同日、指し直し局が行なわれ永瀬拓矢王座が豊島将之九段に勝ち1勝目（永瀬 1-1 豊島）[60]。
  - 第16回朝日杯将棋オープン戦一次予選6組準決勝が行われ、中川大輔八段に勝利した小山怜央アマが公式戦の成績を10勝5敗として「棋士編入試験」の受験資格を得た[注 10]。奨励会未経験者が棋士編入試験の受験資格を得たのは史上初。
- 17日 - 第2期白玲戦七番勝負第4局が行われ、西山朋佳白玲が里見香奈女流五冠に勝利し2勝目（西山 2-2 里見）[61]。
- 22日 - 里見香奈女流五冠「棋士編入試験」第2局が行われ、試験官の岡部怜央四段の勝利（里見 0勝2敗）。
- 27日 - 第70期王座戦五番勝負第3局が行なわれ永瀬拓矢王座が豊島将之九段に勝ち2勝目（永瀬 2-1 豊島)。
- 28日
  - 第30期大山名人杯倉敷藤花戦の挑戦者決定戦が行われ、西山朋佳白玲・女王が香川愛生女流四段に勝利し里見香奈倉敷藤花への挑戦権を獲得[62]。里見女流五冠と西山白玲・女王によるタイトル戦は今年度5回目であり、年度内の5つのタイトル戦が同一の棋士（女流棋士）同士により争われるのは史上初。
  - 9月13日の対局で棋士編入試験の受験資格を得た小山怜央アマの受験申込を9月28日付で受理（制度化以降4例目、奨励会未在籍者の編入試験、同一年度に複数人の編入試験受験はいずれも初）。編入試験は棋士番号328-332番の5名の試験官により、11月から翌年3月まで1ヶ月に1対局のペースで実施される[63]。

### 2022年10月
- 01日 - 第2期白玲戦七番勝負第5局が行われ、里見香奈女流五冠が西山朋佳白玲に勝利し3勝目（西山 2-3 里見）[64]。
- 03日 - 第53期新人王戦 決勝三番勝負の第1局が行われ、黒田尭之五段が服部慎一郎五段に勝利し1勝目（黒田 1-0 服部）[65]。
- 04日 - 第70期王座戦五番勝負第4局が行われ、豊島将之九段に勝利した永瀬拓矢王座が王座防衛（永瀬 3-1 豊島）[66]。
- 07日・8日 - 第35期竜王戦七番勝負第1局が行われ、広瀬章人八段が藤井聡太竜王に勝利し1勝目（藤井 0-1 広瀬）[67]。
- 08日 - 第44期女流王将戦三番勝負第1局が行われ、西山朋佳白玲・女王が里見香奈女流王将に勝利し1勝目（里見 0-1 西山）[68]。
- 13日 - 里見香奈女流五冠「棋士編入試験」第3局が行われ、試験官の狩山幹生四段が勝利し、里見は棋士編入試験を0勝3敗の成績で不合格。

- 現行の棋士編入試験での不合格は3例目にして初。

- 15日 - 第2期白玲戦七番勝負第6局[注 11]が行われ、西山朋佳白玲が里見香奈女流五冠に勝利し3勝目（西山 3-3 里見）。
- 16日 - 第12期加古川青流戦決勝三番勝負第2局が行われ、徳田拳士四段が齊藤優希三段に2連勝し初優勝を決める[70]。
- 17日 - 第44期女流王将戦三番勝負第2局が行われ、里見香奈女流王将が西山朋佳白玲・女王に勝利し1勝目（里見 1-1 西山）[71]。
- 21日 - 第2期白玲戦七番勝負第7局が行われ、西山朋佳白玲から4勝目を挙げた里見香奈女流五冠がタイトル白玲を奪取（西山 3-4 里見）[72]。

- 女流棋戦のタイトル戦番勝負での第7局実施は史上初。
- 里見香奈女流五冠は白玲獲得により自身二度目の女流六冠となり、女流タイトルの通算獲得数を史上初めて50期の大台に乗せた。また白玲の獲得により、里見は初の全女流8タイトル獲得経験者になった。棋士・女流棋士を通じて8つの異なるタイトルの獲得は将棋界史上初。
- 西山は「白玲・女王」の女流二冠から「女王」のみの一冠に後退。

- 21日・22日 - 第35期竜王戦七番勝負第2局が行われ、藤井聡太竜王が広瀬章人八段に勝利し1勝目（藤井 1-1 広瀬）[73]。
- 24日 - 第53期新人王戦 決勝三番勝負の第2局が行われ、服部慎一郎五段が黒田尭之五段に勝利し1勝目（服部 1-1 黒田）[74]。
- 25日 - 「文化功労者」の一人として、将棋界から32年ぶり二人目となる加藤一二三九段が選出（大山康晴十五世名人の選出以来）[75]。
- 26日 - 第12期リコー杯女流王座戦五番勝負第1局が行われ、里見香奈女流王座が加藤桃子女流三段に勝利し1勝目　(里見 1-0 加藤)[76]。
- 28日
  - 第44期女流王将戦三番勝負第3局が行われ、里見香奈女流王将に勝利した西山朋佳女王が女流王将を奪取し女流二冠(里見 1-2 西山）[77]。里見の自身二度目の女流六冠の期間は7日間（10月21日-28日）で、失冠により女流五冠に後退（白玲・清麗・女流王座・女流王座・倉敷藤花）。
  - 「対局中のマスク着用義務」違反に因り第81期順位戦A級4回戦の佐藤天彦九段を反則負けとする「臨時対局規定」に基づく初の裁定(後日、異議申立)[78][79]。
- 28日・29日 - 第35期竜王戦七番勝負第3局が行われ、藤井聡太竜王が広瀬章人八段に勝利し2勝目（藤井 2-1 広瀬）[80]。

### 2022年11月
- 01日
  - 第53期新人王戦 決勝三番勝負第3局が行われ、黒田尭之五段に勝利した服部慎一郎五段が初優勝（服部 2-1 黒田）[81]。
  - 10月28日のA級順位戦でマスク不着用による反則負けとなった佐藤天彦九段が、処分撤回を求め11月1日付で日本将棋連盟に「不服申立書」を提出。
- 02日 - 第30期大山名人杯倉敷藤花戦三番勝負第1局が行われ、里見香奈倉敷藤花が西山朋佳二冠に勝利し1勝目(里見 1-0 西山)[82]。
- 05日・6日 - 「第48回将棋の日 in 喜多方」開催
- 08日・9日 - 第35期竜王戦七番勝負第4局が行われ、藤井聡太竜王が広瀬章人八段に勝利し3勝目（藤井 3-1 広瀬）[83]。
- 16日 - ＜中止:第12期リコー杯女流王座戦第2局（里見 - 加藤）＞[84][注 12]
- 20日 - 第43回将棋日本シリーズJTプロ公式戦決勝が幕張メッセで行なわれ、斎藤慎太郎八段に勝利した藤井聡太竜王が初優勝。
  - 藤井竜王の20歳4か月での初優勝は、これまでの記録（羽生善治九段、21歳2か月）を10か月更新する史上最年少優勝記録。また、藤井竜王は2011年の同大会のこども大会（低学年の部）で優勝しており、「こども大会」と「JTプロ公式戦」の「二冠」達成は史上初[85]。
- 21日 - 第49期岡田美術館杯女流名人戦「女流名人リーグ」最終9回戦一斉対局が行われ、成績1位の西山朋佳女流二冠が伊藤沙恵女流名人への挑戦権を獲得[86]。
- 22日 - 第72期王将戦「挑戦者決定リーグ」最終7回戦一斉対局が行なわれ、成績1位（全勝[注 13]）の羽生善治九段が藤井聡太王将への挑戦権獲得[87]。
- 25日・26日 - 第35期竜王戦七番勝負第5局が行われ、広瀬章人八段が藤井聡太竜王に勝利し2勝目（藤井 3-2 広瀬）。
- 26日 - 第30期大山名人杯倉敷藤花戦三番勝負第2局が行われ、西山朋佳二冠に勝利した里見香奈倉敷藤花が倉敷藤花を防衛（里見 2-0 西山）[88]。
- 28日 - 小山怜央アマ「棋士編入試験」第1局が行われ、小山怜央アマが試験官の徳田拳士四段に勝利（小山 1勝0敗）[89]。

### 2022年12月
- 02日・3日 - 第35期竜王戦 七番勝負第6局が行なわれ、広瀬章人八段から4勝目を挙げた藤井聡太竜王がタイトルを防衛（藤井 4-2 広瀬）[90]。
  - 藤井竜王は竜王初防衛の最年少記録（20歳4か月）を17年ぶりに更新（これまでの記録は渡辺明名人の21歳7カ月、第18期=2005年）[91]。
  - 藤井竜王は、タイトル棋戦における敗退なし[注 2]での連続タイトル獲得記録（連続11期）、タイトル11期獲得時の最年少記録（20歳4か月）および初タイトル獲得から11期獲得までの最速記録（期間=2年4か月）の記録をそれぞれ更新。
- 06日 - 第12期リコー杯女流王座戦五番勝負第2局が行われ、加藤桃子女流三段が里見香奈女流王座に勝利し1勝目　(里見 1-1 加藤)[92]。
- 12日 - 小山怜央アマ「棋士編入試験」第2局が行われ、小山怜央アマが試験官の岡部怜央四段に勝利（小山 2勝0敗）[93]。
- 13日 - 第12期リコー杯女流王座戦五番勝負第3局が行われ、里見香奈女流王座が加藤桃子女流三段に勝利し2勝目（里見 2-1 加藤）[94]。
- 17日 - 第1期新銀河戦の決勝三番勝負第2局が放送（配信）され、久保利明九段に勝利した藤井聡太竜王が優勝（初優勝）。
- 19日 - 第48期棋王戦挑戦者決定二番勝負第1局が行なわれ、藤井聡太竜王（敗者組）が佐藤天彦九段（勝者組）に勝利[95]。
- 20日 - 第12期リコー杯女流王座戦五番勝負第4局が行われ、加藤桃子女流三段が里見香奈女流王座に勝利し2勝目（里見 2-2 加藤）[96]。
- 23日
  - 第12期リコー杯女流王座戦五番勝負第5局が行われ、加藤桃子女流三段から3勝目を挙げた里見香奈女流王座がタイトルを防衛（里見 3-2 加藤）[97]。
  - 藤井聡太竜王が第81期順位戦で佐藤天彦九段に勝利し通算300勝に到達し、300勝到達時の勝率[注 14]、最年少[注 15]、最速[注 16]記録をそれぞれ30年ぶりに更新（記録更新は1992年以来）[98][99]。
- 25日 - SUNTORY 将棋オールスター 東西対抗戦2022
- 27日
  - 第48期棋王戦コナミグループ杯挑戦者決定二番勝負第2局が行われ、藤井聡太竜王（敗者組）が佐藤天彦九段（勝者組）に勝利し挑戦権獲得[100]。
  - 第30期銀河戦の決勝が放送（配信）され、高見泰地七段に勝利した藤井聡太竜王が優勝（2年ぶり2度目）。

### 2023年1月
- 03日 - 第7回YAMADA女流チャレンジ杯決勝が行われ、堀彩乃女流1級に勝利した加藤結李愛女流初段が初優勝[101][102]。
- 08日・09日 - 第72期ALSOK杯王将戦七番勝負第1局が行われ、藤井聡太王将が羽生善治九段に勝利し1勝目（藤井 1-0 羽生）[103]。
  - 藤井聡太竜王のタイトル戦通算40勝（通算48局目）到達は史上最速記録（これまでの記録は羽生善治九段の通算58局目）[104]。
- 13日 - 第81期順位戦A級4回戦（永瀬拓矢王座 対 佐藤天彦九段 戦、2022年10月28日）で生じた、「臨時対局規定」に基づき佐藤天彦九段を反則負けとする裁定についての「不服申立書」に対し、「当時の連盟の判断は妥当」とした連盟常務会の裁定を公表[105]。
- 15日 - 第49期岡田美術館杯女流名人戦五番勝負第1局が行なわれ、西山朋佳女流二冠が伊藤沙恵女流名人に勝利し1勝目（伊藤 0-1 西山）。
  - 西山女流二冠は本対局が今年度の女流公式戦56対局目となり、女流公式戦の年間対局数記録を更新[注 17]。
- 20日 - 小山怜央アマ「棋士編入試験」第3局が行われ、試験官の岡部怜央四段が小山怜央アマに勝利（小山 2勝1敗）。
- 21日・22日 - 第72期ALSOK杯王将戦七番勝負第2局が行われ、羽生善治九段が藤井聡太王将に勝利し1勝目（藤井 1-1 羽生）[106]。
- 22日 - 第49期岡田美術館杯女流名人戦五番勝負第2局が行なわれ、西山朋佳女流二冠が伊藤沙恵女流名人に勝利し2勝目（伊藤 0-2 西山）。
  - 西山女流二冠は本対局での勝利が今年度の女流公式戦41勝目となり、女流公式戦の年間勝利数記録を更新[注 18]。
- 28日・29日 - 第72期ALSOK杯王将戦七番勝負第3局が行われ、藤井聡太王将が羽生善治九段に勝利し2勝目（藤井 2-1 羽生）[107]。

### 2023年2月
- 03日 - 「2022年獲得賞金・対局料ベスト10」公表[108]（詳細は「将棋界#獲得賞金と対局料」参照）。
- 05日
  - 第48期棋王戦コナミグループ杯五番勝負第1局が行なわれ、藤井聡太竜王が渡辺明棋王に勝利し1勝目（渡辺 0-1 藤井）[109]。
  - 第49期岡田美術館杯女流名人戦五番勝負第3局が行なわれ、伊藤沙恵女流名人が西山朋佳女流二冠に勝利し1勝目（伊藤 1-2 西山）[110]。
- 09日・10日 - 第72期ALSOK杯王将戦七番勝負第4局が行われ、羽生善治九段が藤井聡太王将に勝利し2勝目（藤井 2-2 羽生）[111]。
- 13日 - 小山怜央アマ「棋士編入試験」第4局が行われ、試験官の横山友紀四段に勝利した小山怜央アマが「棋士編入試験」合格（小山 3勝1敗）[112]。
  - 小山怜央アマは2023年4月1日付で四段昇段（フリークラス編入）、奨励会未経験者として初の四段昇段となる。
- 18日 - 第48期棋王戦コナミグループ杯五番勝負第2局が行なわれ、藤井聡太竜王が渡辺明棋王に勝利し2勝目（渡辺 0-2 藤井）[113]。
- 23日 - 第16回朝日杯将棋オープン戦準決勝・決勝が有楽町朝日ホール(公開対局)で行われ、決勝で渡辺明名人に勝利した藤井聡太が優勝（2年ぶり4度目）[114]。
  - 藤井は同一年度の一般棋戦3棋戦(朝日杯、銀河戦、日本シリーズ)での優勝達成（2011年度の羽生善治=朝日杯、NHK杯、日本シリーズ=以来11年ぶり）。
- 24日 - 第49期岡田美術館杯女流名人戦五番勝負第4局が行われ、伊藤沙恵女流名人に勝利した西山朋佳女流二冠が女流名人奪取（伊藤 1-3 西山）[115]。
- 25日・26日 - 第72期ALSOK杯王将戦七番勝負第5局が行われ、藤井聡太王将が羽生善治九段に勝利し3勝目（藤井 3-2 羽生）[116]。

### 2023年3月
- 02日 - 第81期順位戦A級最終9回戦の一斉対局が行なわれ、広瀬章人八段と藤井聡太竜王が7勝2敗の成績で並びプレーオフ決着へ。
- 03日 - 第16期マイナビ女子オープン挑戦者決定戦が行なわれ、加藤桃子女流三段を下した甲斐智美女流五段が西山朋佳女王への挑戦権獲得。
- 05日 - 第48期棋王戦コナミグループ杯五番勝負第3局が行われ、渡辺明棋王が藤井聡太竜王に勝利し1勝目（渡辺 1-2 藤井）。
- 07日 - 甲斐智美女流五段が引退を表明。[117]
- 08日 - 第81期順位戦A級プレーオフが行われ、広瀬章人八段を下した藤井聡太竜王が渡辺明名人への挑戦権獲得。
- 11日 - 第72回三段リーグ最終局が行なわれ、4月1日付で昇段する新四段3名が決定（小山直希、森本才跳、次点2回獲得で柵木幹太。いずれも新四段）。
- 11日・12日 - 第72期ALSOK杯王将戦七番勝負第6局が行なわれ、羽生善治九段から4勝目を挙げた藤井聡太王将がタイトルを防衛（藤井 4-2 羽生）。

- 藤井王将は王将初防衛の最年少記録（20歳7か月）を35年ぶりに更新（これまでの記録は第37期で防衛の中村修の25歳4か月=1988年） 。
- 藤井五冠は、タイトル棋戦における敗退なしでの連続タイトル獲得記録（連続12期）、タイトル12期獲得時の最年少記録（20歳7か月）および初タイトル獲得から12期獲得までの最速記録（期間=2年7か月）の記録をそれぞれ更新。

- 13日 - 2022年2月1日から施行していた「臨時対局規定」を2023年3月13日付で廃止（2023年2月28日付で公表[118]）。
- 16日 - 第8期叡王戦挑戦者決定戦が行われ、永瀬拓矢王座を下した菅井竜也八段が藤井聡太叡王への挑戦権獲得。
- 17日 - 第34期女流王位戦挑戦者決定戦が行われ、甲斐智美女流五段を下した伊藤沙恵女流三段が里見香奈女流王位への挑戦権獲得。
- 19日

- 第72回NHK杯テレビ将棋トーナメント決勝が放映され、佐々木勇気八段を下した藤井聡太竜王が優勝。

- NHK杯の優勝により、藤井聡太五冠は史上初の「同一年度の4つの一般棋戦全制覇」を達成。
（将棋日本シリーズ、銀河戦、朝日杯将棋オープン戦、NHK杯テレビ将棋トーナメントの4棋戦。参加資格のない新人・低段位者限定の棋戦は除く）

- 第48期棋王戦コナミグループ杯五番勝負第4局が行われ、渡辺明棋王から3勝目を挙げた藤井聡太竜王がタイトルを奪取（渡辺 1-3 藤井）。

- 藤井聡太五冠はタイトル六冠達成（27年ぶり史上2人目、最年少記録＝20歳8か月＝の更新は29年ぶり）。
- 藤井聡太六冠は、タイトル棋戦における敗退なしでの連続タイトル獲得記録（連続13期）、タイトル13期獲得時の最年少記録（20歳8か月）および初タイトル獲得から13期獲得までの最速記録（期間=2年8か月）の記録をそれぞれ更新。

- 藤井聡太六冠が2022年度の6つのタイトル戦制覇と4つの一般棋戦優勝を果たし、同一年度の公式棋戦優勝数を合計10棋戦に更新。

## 記録

### タイトル戦
| 棋戦                    | 勝者        | 勝者     | 開催時期       | 番勝負        | 番勝負         | 番勝負          | 備考                                    | 注      |
| 棋戦                    | 勝者        | 勝者     | 開催時期       | 在位者        | 勝敗           | 挑戦者          | 備考                                    | 注      |
| ----------------------- | ----------- | -------- | -------------- | ------------- | -------------- | --------------- | --------------------------------------- | ------- |
| 名人戦                  | 第80期 名人 | 渡辺明   | 2022年 4-6月   | 渡辺明 名人   | 4-1 (七番勝負) | 斎藤慎太郎 八段 | 3年連続(通算3期)                        | [ 120 ] |
| 叡王戦                  | 第7期 叡王  | 藤井聡太 | 2022年 4-6月   | 藤井聡太 叡王 | 3-0 (五番勝負) | 出口若武 六段   | 2年連続(通算2期)                        | [ 121 ] |
| ヒューリック杯 棋聖戦   | 第93期 棋聖 | 藤井聡太 | 2022年 6-7月   | 藤井聡太 棋聖 | 3-1 (五番勝負) | 永瀬拓矢 王座   | 3年連続(通算3期)                        | [ 122 ] |
| お〜いお茶杯 王位戦     | 第63期 王位 | 藤井聡太 | 2022年 6-9月   | 藤井聡太 王位 | 4-1 (七番勝負) | 豊島将之 九段   | 3年連続(通算3期)                        | [ 123 ] |
| 王座戦                  | 第70期 王座 | 永瀬拓矢 | 2022年 8-10月  | 永瀬拓矢 王座 | 3-1 (五番勝負) | 豊島将之 九段   | 4年連続(通算4期)                        | [ 124 ] |
| 竜王戦                  | 第35期 竜王 | 藤井聡太 | 2022年 10-12月 | 藤井聡太 竜王 | 4-2 (七番勝負) | 広瀬章人 八段   | 2年連続(通算2期)                        | [ 125 ] |
| ALSOK杯 王将戦          | 第72期 王将 | 藤井聡太 | 2023年 1-3月   | 藤井聡太 王将 | 4-2 (七番勝負) | 羽生善治 九段   | 2年連続(通算2期)                        | [ 126 ] |
| 棋王戦 コナミグループ杯 | 第48期 棋王 | 藤井聡太 | 2023年 2-3月   | 渡辺明 棋王   | 1-3 (五番勝負) | 藤井聡太 竜王   | 初棋王(通算1期) 六冠(史上2人目、最年少) | [ 127 ] |

### その他の棋戦
| 分類                 | 分類              | 棋戦                                | 回        | 優勝者 | 決勝開催日                                                | 準優勝者 | 備考              | 注              |
| -------------------- | ----------------- | ----------------------------------- | --------- | --- | --------------------------------------------------------- | --- | ----------------- | --------------- |
| 一般棋戦（公式棋戦） | 全棋士参加 棋戦   | 銀河戦                              | 第30期    | 藤井聡太 竜王 | 2022年 12月27日(放送) 10月31日(対局)                      | 高見泰地 七段 | 2年ぶり 2度目     | [ 128 ]         |
| 一般棋戦（公式棋戦） | 全棋士参加 棋戦   | 朝日杯 将棋オープン戦               | 第16回    | 藤井聡太 竜王 | 2023年02月23日                                            | 渡辺明 名人 | 2年ぶり 4度目     | [ 129 ]         |
| 一般棋戦（公式棋戦） | 全棋士参加 棋戦   | NHK杯 将棋トーナメント              | 第72回    | 藤井聡太 竜王 | 2023年 03月19日(放送) 02月13日(対局)                      | 佐々木勇気 八段 | 初優勝            | [ 119 ] [ 130 ] |
| 一般棋戦（公式棋戦） | 選抜棋戦          | 将棋日本シリーズ JTプロ公式戦       | 第43回    | 藤井聡太 竜王 | 2022年11月20日                                            | 斎藤慎太郎 八段 | 初優勝 最年少優勝 | [ 131 ]         |
| 一般棋戦（公式棋戦） | 新人棋戦          | 加古川青流戦                        | 第12期    | 徳田拳士 四段 ○○ | 2022年 010月15日(第1局) 010月16日(第2局)                  | 齊藤優希 三段 ●● | 初優勝            | [ 132 ]         |
| 一般棋戦（公式棋戦） | 新人棋戦          | 新人王戦                            | 第53期    | 服部慎一郎 五段 ●○○ | 2022年 010月03日(第1局) 010月24日(第2局) 011月01日(第3局) | 黒田尭之 五段 ○●● | 初優勝            | [ 133 ]         |
| 一般棋戦（公式棋戦） | 新人棋戦          | YAMADA チャレンジ杯                 | -         | （ 2021年度 = 第6回 を以って棋戦休止・終了 ）                                                                                | （ 2021年度 = 第6回 を以って棋戦休止・終了 ）             | （ 2021年度 = 第6回 を以って棋戦休止・終了 ）                                                                                |                   |                 |
|                      |                   |                                     |           | |                                                           | |                   |                 |
| 非公式戦 準公式戦    | 非公式戦 準公式戦 | ABEMA トーナメント                  | 第5回     | 【 チーム稲葉 】 稲葉陽 八段 服部慎一郎 四段 出口若武六段 ○○○○●○                                                             | 2022年09月24日 （生放送）                                 | 【 チーム斎藤 】 斎藤慎太郎 八段 木村一基 九段 佐々木勇気七段 ●●●●○●                                                         | 初優勝            | [ 134 ]         |
| 非公式戦 準公式戦    | 非公式戦 準公式戦 | 新銀河戦                            | 第1期     | 藤井聡太 竜王 ○○ | 2022年(放送日) 012月10日(第1局) 012月17日(第2局)          | 久保利明 九段 ●● | 初優勝 (新規棋戦) | [ 135 ]         |
| 非公式戦 準公式戦    | 非公式戦 準公式戦 | SUNTORY 将棋オールスター 東西対抗戦 | 2022 (年) | 【 東軍 】羽生善治 九段 ○ 近藤誠也 七段 ○ 横山泰明 七段 ● 永瀬拓矢 王座 ● (渡辺明 名人) ■ 増田康宏 六段 ○ 永瀬&羽生/リレー ○ | 2022年12月25日                                            | 【 西軍 】● 山崎隆之 八段 ● 糸谷哲郎 八段 ○ 豊島将之 九段 ○ 藤井聡太 竜王 □ 斎藤慎太郎 八段 ● 稲葉陽 八段 ● 藤井&豊島/リレー | (準公式戦)        | [ 136 ]         |
| 非公式戦 準公式戦    | 非公式戦 準公式戦 | ABEMA 師弟トーナメント              | 第2回     | 【 チーム木村 】 木村一基 九段 高野智史 六段 ○○○                                                                             | 2023年2月11日 (放送日)                                    | 【 チーム深浦 】 深浦康市 九段 佐々木大地 七段 ●●●                                                                           | 初優勝            |                 |

#### 棋士編入試験
| 受験者                                                     | 日程  | 試験成績 | 試験成績 | 試験成績 | 試験官 (棋士番号)  | 備考                   |
| ---------------------------------------------------------- | ----- | -------- | -------- | -------- | ------------------ | ---------------------- |
| 2022年8月 - 同年12月 里見香奈 女流五冠 【0勝3敗 / 不合格】 | 08/18 |          | ●-○      | 先▲      | 徳田拳士 四段(332) | 振り駒、以後の先後交互 |
| 2022年8月 - 同年12月 里見香奈 女流五冠 【0勝3敗 / 不合格】 | 09/22 | ▲先      | ●-○      |          | 岡部怜央 四段(331) |                        |
| 2022年8月 - 同年12月 里見香奈 女流五冠 【0勝3敗 / 不合格】 | 10/13 |          | ●-○      | 先▲      | 狩山幹生 四段(330) | 0勝3敗 / 不合格        |
| 2022年8月 - 同年12月 里見香奈 女流五冠 【0勝3敗 / 不合格】 | 11/__ | ▲先      | -        | -        | 横山友紀 四段(329) | (実施されず)           |
| 2022年8月 - 同年12月 里見香奈 女流五冠 【0勝3敗 / 不合格】 | 12/__ | -        | -        | 先▲      | 高田明浩 四段(328) | (実施されず)           |
| 受験者                                                     | 日程  | 試験成績 | 試験成績 | 試験成績 | 試験官 (棋士番号)  | 備考                   |
| 2022年11月 - 翌年3月 小山怜央 アマ 【3勝1敗 / 合格】       | 11/28 |          | ○-●      | 先▲      | 徳田拳士 四段(332) | 振り駒、以後の先後交互 |
| 2022年11月 - 翌年3月 小山怜央 アマ 【3勝1敗 / 合格】       | 12/12 | ▲先      | ○-●      |          | 岡部怜央 四段(331) |                        |
| 2022年11月 - 翌年3月 小山怜央 アマ 【3勝1敗 / 合格】       | 01/20 |          | ●-○      | 先▲      | 狩山幹生 四段(330) |                        |
| 2022年11月 - 翌年3月 小山怜央 アマ 【3勝1敗 / 合格】       | 02/13 | ▲先      | ○-●      |          | 横山友紀 四段(329) | 3勝1敗 / 合格          |
| 2022年11月 - 翌年3月 小山怜央 アマ 【3勝1敗 / 合格】       | 03/__ | -        | -        | 先▲      | 高田明浩 四段(328) | (実施されず)           |

### 女流タイトル戦
| 棋戦                    | 勝者            | 勝者     | 開催時期       | 番勝負            | 番勝負         | 番勝負              | 備考                                                             | 注      |
| 棋戦                    | 勝者            | 勝者     | 開催時期       | 在位者            | 勝敗           | 挑戦者              | 備考                                                             | 注      |
| ----------------------- | --------------- | -------- | -------------- | ----------------- | -------------- | ------------------- | ---------------------------------------------------------------- | ------- |
| マイナビ 女子オープン   | 第15期 女王     | 西山朋佳 | 2022年 4-6月   | 西山朋佳 女王     | 3-2 (五番勝負) | 里見香奈 女流四冠   | 5年連続(通算5期) 永世女王獲得(連続5期) 女流四段昇段(タイトル3期) | [ 140 ] |
| 女流王位戦              | 第33期 女流王位 | 里見香奈 | 2022年 4-6月   | 里見香奈 女流王位 | 3-1 (五番勝負) | 西山朋佳 白玲・女王 | 4年連続(通算8期)                                                 | [ 141 ] |
| 大成建設杯 清麗戦       | 第4期 清麗      | 里見香奈 | 2022年 7-8月   | 加藤桃子 清麗     | 0-3 (五番勝負) | 里見香奈 女流四冠   | 2年ぶり(通算3期)                                                 | [ 142 ] |
| ヒューリック杯 白玲戦   | 第2期 白玲      | 里見香奈 | 2022年 8-10月  | 西山朋佳 白玲     | 3-4 (七番勝負) | 里見香奈 女流五冠   | 初白玲、女流六冠(2度目) 初の全8タイトル獲得者                    | [ 143 ] |
| 霧島酒造杯 女流王将戦   | 第44期 女流王将 | 西山朋佳 | 2022年 10月    | 里見香奈 女流王将 | 1-2 (三番勝負) | 西山朋佳 女王       | 2年ぶり(通算3期)                                                 | [ 144 ] |
| リコー杯 女流王座戦     | 第12期 女流王座 | 里見香奈 | 2022年 10-12月 | 里見香奈 女流王座 | 3-2 (五番勝負) | 加藤桃子 女流三段   | 2年連続(通算6期)                                                 | [ 145 ] |
| 大山名人杯 倉敷藤花戦   | 第30期 倉敷藤花 | 里見香奈 | 2022年 11月    | 里見香奈 倉敷藤花 | 2-0 (三番勝負) | 西山朋佳 二冠       | 8年連続(通算13期)里見香奈倉敷藤花は 12棋戦連続タイトル戦登場     | [ 146 ] |
| 岡田美術館杯 女流名人戦 | 第49期 女流名人 | 西山朋佳 | 2023年 1-3月   | 伊藤沙恵 女流名人 | 1-3 (五番勝負) | 西山朋佳 二冠       | 初女流名人                                                       | [ 147 ] |

### その他の女流棋戦
| 分類                | 棋戦                          | 回        | 優勝者                                          | 決勝開催日                                      | 準優勝者                                        | 備考                                            | 注      |
| ------------------- | ----------------------------- | --------- | ----------------------------------------------- | ----------------------------------------------- | ----------------------------------------------- | ----------------------------------------------- | ------- |
| 新人棋戦            | YAMADA 女流チャレンジ杯       | 第7回     | 加藤結李愛 女流初段                             | 2023年01月03日                                  | 堀彩乃 女流1級                                  | 女流棋戦 初優勝                                 | [ 148 ] |
| LPSA 主催棋戦       | 1dayトーナメント              | 第79回    | 渡部愛 女流三段                                 | 2023年02月12日                                  | 田中沙紀 女流1級                                | Minerva カップ                                  | [ 149 ] |
| LPSA 主催棋戦       | 1dayトーナメント              | 第80回    | 渡部愛 女流三段                                 | 2023年03月19日                                  | 堀彩乃 女流1級                                  | 第16回 武蔵国府中 けやきカップ                  | [ 150 ] |
| 新人棋戦 (非公式戦) | 白瀧あゆみ杯争奪戦            | 第16回    | 和田はな 女流1級                                | 2022年08月07日                                  | 砂原奏 アマ                                     |                                                 | [ 151 ] |
| (非公式戦)          | ABEMA 女流トーナメント        | 2023 (年) | 【チーム伊藤】 伊藤沙恵 香川愛生 上田初美       | 2023年03月25日 （配信日）                       | 【チーム加藤】 加藤桃子 渡部愛 中村真梨花       |                                                 |         |
| (非公式戦)          | 世田谷花みず木 女流オープン戦 | -         | 新型コロナウイルス感染症感染状況により 開催中止 | 新型コロナウイルス感染症感染状況により 開催中止 | 新型コロナウイルス感染症感染状況により 開催中止 | 新型コロナウイルス感染症感染状況により 開催中止 | [ 152 ] |

### 年度成績一覧
- 2022年度 棋士成績一覧 / 棋士成績ランキング上位（日本将棋連盟 webサイト）
- 2022年度 女流棋士成績一覧 / 女流棋士成績ランキング上位（日本将棋連盟 webサイト）

## 在籍クラスの昇級・降級

### 順位戦
| 次期クラス | 昇級者     | 昇級者 | 成績       | 注      |
| ---------- | ---------- | ------ | ---------- | ------- |
| A級        | 佐々木勇気 | 八段   | B105(9-3)  | [ 153 ] |
| A級        | 中村太地   | 八段   | B112(9-3)  | [ 153 ] |
| B級1組     | 大橋貴洸   | 七段   | B220(9-1)  | [ 154 ] |
| B級1組     | 木村一基   | 九段   | B201(8-2)  | [ 154 ] |
| B級1組     | 増田康宏   | 七段   | B206(8-2)  | [ 154 ] |
| B級2組     | 石井健太郎 | 六段   | C103(9-1)  | [ 155 ] |
| B級2組     | 青嶋未来   | 六段   | C117(9-1)  | [ 155 ] |
| B級2組     | 渡辺和史   | 六段   | C128(9-1)  | [ 155 ] |
| C級1組     | 斎藤明日斗 | 五段   | C217(10-0) | [ 156 ] |
| C級1組     | 服部慎一郎 | 五段   | C205(9-1)  | [ 156 ] |
| C級1組     | 古賀悠聖   | 五段   | C252(9-1)  | [ 156 ] |

| 次期クラス                     | 降級者         | 降級者         | 成績       | 注        |
| ------------------------------ | -------------- | -------------- | ---------- | --------- |
| B級1組                         | 糸谷哲郎       | 八段           | A 02(1-8)  | [ 157 ]   |
| B級1組                         | 佐藤康光       | 九段           | A 07(1-8)  | [ 157 ]   |
| B級2組                         | 久保利明       | 九段           | B110(4-8)  | [ 153 ]   |
| B級2組                         | 丸山忠久       | 九段           | B113(4-8)  | [ 153 ]   |
| B級2組                         | 郷田真隆       | 九段           | B107(2-10) | [ 153 ]   |
| C級1組                         | ( 該当者なし ) | ( 該当者なし ) | -          | [ 注 23 ] |
| C級2組                         | 高野秀行       | 六段           | C127(3-7)  | [ 155 ]   |
| C級2組                         | 平藤眞吾       | 七段           | C132(3-7)  | [ 155 ]   |
| フリークラス                   | 矢倉規広       | 七段           | C244(3-7)  | [ 156 ]   |
| フリークラス                   | 堀口一史座     | 八段           | C251(2-8)  | [ 156 ]   |
|                                |                |                |            |           |
| 宣言による フリークラス 転出者 | 富岡英作       | 八段           | C240(1-9)  | [ 158 ]   |
| 宣言による フリークラス 転出者 | 南芳一         | 九段           | C246(1-9)  | [ 158 ]   |

### 竜王ランキング戦
第35期竜王戦ランキング戦・昇級者決定戦（昇級・降級者は各組4名）
*第35期は2組の定員割れ（現在籍数15名）の解消の為3-6組からの昇級者が各1名ずつ増員。
| 次期クラス / 昇級者 | 次期クラス / 昇級者 | 成績    | 注      |
| ------------------- | ------------------- | ------- | ------- |
| 1組                 | 広瀬章人 八段       | 2組優勝 | [ 159 ] |
| 1組                 | 森内俊之 九段       | 2組2位  | [ 159 ] |
| 1組                 | 三枚堂達也 七段     | 2組3位  | [ 159 ] |
| 1組                 | 都成竜馬 七段       | 2組3位  | [ 159 ] |
| 2組                 | 高見泰地 七段       | 3組優勝 | [ 160 ] |
| 2組                 | 菅井竜也 八段       | 3組2位  | [ 160 ] |
| 2組                 | 鈴木大介 九段       | 3組3位  | [ 160 ] |
| 2組                 | 佐々木慎 七段       | 3組3位  | [ 160 ] |
| 2組                 | 及川拓馬 七段       | 3組5位* | [ 160 ] |
| 3組                 | 大橋貴洸 六段       | 4組優勝 | [ 161 ] |
| 3組                 | 中村修 九段         | 4組2位  | [ 161 ] |
| 3組                 | 野月浩貴 八段       | 4組3位  | [ 161 ] |
| 3組                 | 黒沢怜生 六段       | 4組3位  | [ 161 ] |
| 3組                 | 金井恒太 六段       | 4組5位* | [ 161 ] |
| 4組                 | 佐々木大地 七段     | 5組優勝 | [ 162 ] |
| 4組                 | 川上猛 七段         | 5組2位  | [ 162 ] |
| 4組                 | 本田奎 五段         | 5組3位  | [ 162 ] |
| 4組                 | 石川優太 五段       | 5組3位  | [ 162 ] |
| 4組                 | 折田翔吾 五段       | 5組5位* | [ 162 ] |
| 5組                 | 伊藤匠 五段         | 6組優勝 | [ 163 ] |
| 5組                 | 高田明浩 四段       | 6組2位  | [ 163 ] |
| 5組                 | 斎藤明日斗 五段     | 6組3位  | [ 163 ] |
| 5組                 | 門倉啓太 五段       | 6組3位  | [ 163 ] |
| 5組                 | 服部慎一郎 五段     | 6組5位* | [ 163 ] |

| 次期クラス / 降級者 | 次期クラス / 降級者                                                        | 成績                      | 注      |
| ------------------- | -------------------------------------------------------------------------- | ------------------------- | ------- |
| 2組                 | 糸谷哲郎 八段 佐々木勇気 七段 佐藤和俊 七段 豊島将之 九段                  | 1組 5位決定戦 初戦敗退    | [ 164 ] |
| 3組                 | 千田翔太 七段 郷田真隆 九段 遠山雄亮 六段 三浦弘行 九段                    | 2組 昇級者決定戦 初戦敗退 | [ 159 ] |
| 4組                 | 小林裕士 七段 石井健太郎 六段 伊藤真吾 六段 杉本昌隆 八段                  | 3組 昇級者決定戦 初戦敗退 | [ 160 ] |
| 5組                 | 瀬川晶司 六段 中田宏樹 八段 真田圭一 八段 矢倉規広 七段                    | 4組 残留決定戦 敗退       | [ 161 ] |
| 6組                 | 富岡英作 八段 山本真也 六段 桐山清澄 九段 藤倉勇樹 五段 (桐山と藤倉は引退) | 5組 残留決定戦 敗退       | [ 162 ] |

### 女流順位戦
第2期女流順位戦（2021年10月 - 2022年7月）
| 次期クラス / 昇級者 | 次期クラス / 昇級者 | 次期クラス / 昇級者 | 成績     | 注      |
| ------------------- | ------------------- | ------------------- | -------- | ------- |
| 0A級0               | 中村真梨花          | 女流三段            | B02(7-2) | [ 165 ] |
| 0A級0               | 上田初美            | 女流四段            | B05(7-2) | [ 165 ] |
| B級                 | 室田伊緒            | 女流二段            | C07(7-1) | [ 166 ] |
| B級                 | 山田久美            | 女流四段            | C11(7-1) | [ 166 ] |
| B級                 | 野原未蘭            | 女流初段            | C02(6-2) | [ 166 ] |
| C級                 | 加藤結李愛          | 女流初段            | D08(7-1) | [ 167 ] |
| C級                 | 田中沙紀            | 女流1級             | D27(7-1) | [ 167 ] |
| C級                 | 山口恵梨子          | 女流二段            | D05(6-2) | [ 167 ] |
| C級                 | 貞升南              | 女流二段            | D21(6-2) | [ 167 ] |

| 次期クラス / 降級者 | 次期クラス / 降級者 | 次期クラス / 降級者 | 成績           | 注             |
| ------------------- | ------------------- | ------------------- | -------------- | -------------- |
| B級                 | 石本さくら          | 女流二段            | A05(2-7)       | [ 168 ]        |
| B級                 | 鈴木環那            | 女流三段            | A08(2-7)       | [ 168 ]        |
| C級                 | 武富礼衣            | 女流初段            | B09(4-5)       | [ 165 ]        |
| C級                 | 伊奈川愛菓          | 女流二段            | B03(3-6)       | [ 165 ]        |
| C級                 | 小高佐季子          | 女流初段            | B10(1-8)       | [ 165 ]        |
| D級                 | 矢内理絵子          | 女流五段            | C10(2-6)       | [ 166 ]        |
| D級                 | 川又咲紀            | 女流初段            | C12(2-6)       | [ 166 ]        |
| D級                 | 和田はな            | 女流1級             | C15(1-7)       | [ 166 ]        |
| D級                 | 村田智穂            | 女流二段            | C20(1-7)       | [ 166 ]        |
| 順位戦 陥落         | （該当者なし）      | （該当者なし）      | （該当者なし） | （該当者なし） |

## 将棋大賞
第50回将棋大賞 （2023年4月3日 発表）
| 18連勝 | \| ( \| 2022年10月01日 - 2023年02月21日 \| ) \| |   |
| (      | 2022年10月01日 - 2023年02月21日                 | ) |

| ( | 2022年10月01日 - 2023年02月21日 | ) |

## 表彰者
（将棋栄誉賞、将棋栄誉敢闘賞、特別将棋栄誉賞、特別将棋栄誉敢闘賞）
特別将棋栄誉敢闘賞(公式戦通算1500勝、2022年度達成者)
- 羽生善治 - 1500勝 654敗(勝率0.696) / 2022年6月16日付 / 史上初
（達成時の年齢：51歳8か月 / 四段昇段後からの期間：36年5か月）

将棋栄誉賞(公式戦通算600勝、2022年度達成者)
- 杉本昌隆 - 600勝 494敗(勝率0.548) / 2022年1月28日付 / 通算57人目
- 神崎健二 - 600勝 560敗(勝率0.517) / 2022年8月2日付 / 通算58人目 

## 昇段・引退
太字 今年度プロ入り棋士・女流棋士
| 昇段棋士 | 昇段棋士   | 昇段棋士       | 昇段棋士                      | 昇段棋士 |
| 段位     | 棋士       | 昇段日         | 昇段理由                      | 注       |
| -------- | ---------- | -------------- | ----------------------------- | -------- |
| 四段     | 岡部怜央   | 2022年04月01日 | 第70回奨励会三段リーグ戦1位   | [ 173 ]  |
| 四段     | 徳田拳士   | 2022年04月01日 | 第70回奨励会三段リーグ戦2位   | [ 173 ]  |
| 四段     | 藤本渚     | 2022年10月01日 | 第71回奨励会三段リーグ戦1位   | [ 174 ]  |
| 四段     | 齊藤裕也   | 2022年10月01日 | 第71回奨励会三段リーグ戦2位   | [ 174 ]  |
| 五段     | 石川優太   | 2022年09月20日 | 竜王ランキング戦連続2回昇級   | [ 175 ]  |
| 五段     | 服部慎一郎 | 2022年09月30日 | 規定の成績（公式戦通算100勝） | [ 176 ]  |
| 五段     | 折田翔吾   | 2022年10月06日 | 竜王ランキング戦連続2回昇級   | [ 177 ]  |
| 五段     | 長谷部浩平 | 2022年10月13日 | 規定の成績（公式戦通算100勝） | [ 178 ]  |
| 五段     | 古賀悠聖   | 2023年03月14日 | 順位戦C級1組昇級              | [ 179 ]  |
| 六段     | 出口若武   | 2022年04月02日 | 五段昇段後タイトル挑戦        | [ 180 ]  |
| 六段     | 渡辺和史   | 2023年03月07日 | 順位戦B級2組昇級              | [ 181 ]  |
| 七段     | 松本佳介   | 2022年04月01日 | フリークラス昇段規定          | [ 173 ]  |
| 七段     | 佐々木大地 | 2022年04月28日 | 竜王ランキング戦連続2回昇級   | [ 182 ]  |
| 七段     | 大橋貴洸   | 2023年02月08日 | 順位戦B級1組昇級              | [ 183 ]  |
| 七段     | 増田康宏   | 2023年02月08日 | 順位戦B級1組昇級              | [ 184 ]  |
| 八段     | 有森浩三   | 2022年04月01日 | フリークラス昇段規定          | [ 173 ]  |
| 八段     | 小倉久史   | 2022年04月01日 | フリークラス昇段規定          | [ 173 ]  |
| 八段     | 堀口一史座 | 2022年12月15日 | 勝数規定                      | [ 185 ]  |
| 八段     | 中村太地   | 2023年03月09日 | 順位戦A級昇級                 | [ 186 ]  |
| 八段     | 佐々木勇気 | 2023年03月09日 | 順位戦A級昇級                 | [ 187 ]  |
| 九段     | 桜井昇     | 2022年04月01日 | 引退棋士昇段規定              | [ 173 ]  |
| 九段     | 中田宏樹   | 2023年02月10日 | 追贈                          | [ 188 ]  |

| 昇段(級) 女流棋士 | 昇段(級) 女流棋士 | 昇段(級) 女流棋士 | 昇段(級) 女流棋士                  | 昇段(級) 女流棋士 |
| 段(級)位          | 女流棋士          | 昇段(級)日        | 昇段(級)理由                       | 注                |
| ----------------- | ----------------- | ----------------- | ---------------------------------- | ----------------- |
| 女流2級           | 榊菜吟            | 2022年05月01日    | 研修会でB2に昇級                   | [ 189 ]           |
| 女流2級           | 鎌田美礼          | 2022年05月01日    | 研修会でB2に昇級                   | [ 190 ]           |
| 女流2級           | 木村朱里          | 2022年06月01日    | 研修会でB2に昇級                   | [ 191 ]           |
| 女流2級           | 梅津美琴          | 2022年07月01日    | 研修会にB2で入会(規定対局数以上)   | [ 192 ]           |
| 女流2級           | 松下舞琳          | 2022年08月01日    | 研修会でB2に昇級                   | [ 193 ]           |
| 女流2級           | 久保翔子          | 2022年10月01日    | 研修会でB2に昇級                   | [ 194 ]           |
| 女流1級           | 内山あや          | 2022年04月01日    | 年度成績指し分け以上(８勝以上)     | [ 173 ]           |
| 女流1級           | 田中沙紀          | 2022年07月11日    | 女流順位戦C級昇級                  | [ 195 ]           |
| 女流1級           | 松下舞琳          | 2022年10月19日    | 女流王位戦予選決勝進出             | [ 196 ]           |
| 女流1級           | 木村朱里          | 2023年01月26日    | 女流王将戦本戦入り                 | [ 197 ]           |
| 女流1級           | 今井絢            | 2023年02月01日    | 奨励会を1級で退会、女流棋士へ転向  | [ 198 ]           |
| 女流初段          | 大島綾華          | 2022年04月01日    | 年度成績指し分け以上(８勝以上)     | [ 173 ]           |
| 女流初段          | 内山あや          | 2023年03月09日    | 女流名人リーグ入り                 | [ 199 ]           |
| 女流二段          | 中澤沙耶          | 2022年05月07日    | 勝数規定                           | [ 200 ]           |
| 女流二段          | 北村桂香          | 2023年01月18日    | 勝数規定                           | [ 201 ]           |
| 女流二段          | 渡辺弥生          | 2023年03月20日    | 勝数規定                           | [ 202 ]           |
| 女流四段          | 西山朋佳          | 2022年06月13日    | タイトル通算3期（女流棋士 転向後） | [ 28 ]            |

| 引退者                                    | 引退者                  | 引退者                          | 引退者                    | 引退者          |
| 引退者(最終段位)                          | 引退公表日              | 最終対局日(引退日)              | 引退理由                  | 注              |
| ----------------------------------------- | ----------------------- | ------------------------------- | ------------------------- | --------------- |
| 田中寅彦 九段＿＿                         | 2022年04月01日          | 2022年04月16日                  | フリークラス規定 / 定年   | [ 173 ] [ 203 ] |
| 小林宏 七段＿＿                           | 2022年04月01日          | 2022年04月19日                  | 引退届提出 / 参加棋戦敗退 | [ 173 ] [ 204 ] |
| 桐山清澄 九段＿＿                         | 2020年04月01日          | 2022年04月27日                  | フリークラス規定 / 定年   | [ 205 ] [ 206 ] |
| 藤倉勇樹 五段＿＿                         | 2020年04月01日          | 2022年05月19日                  | フリークラス規定          | [ 205 ] [ 207 ] |
| 安食総子 女流初段                         | 2022年04月01日          | 2022年07月11日                  | 女流棋士引退規定          | [ 173 ] [ 208 ] |
| \| カロリーナ・ フォルタン \| 女流初段 \| | 2022年04月01日          | 2021年08月10日 (2023年03月31日) | 引退届                    | [ 209 ]         |
| 退会者                                    |                         |                                 |                           |                 |
| 橋本崇載 八段                             | 橋本崇載 八段           | 2022年11月1日付で退会           | 自主退会 / 引退は2021年   | [ 210 ]         |
| 現役物故者                                |                         |                                 |                           |                 |
| 中田宏樹 八段(追贈九段)                   | 中田宏樹 八段(追贈九段) | 2022年09月22日 (不戦局を除く)   | 2023年2月7日 逝去         | [ 211 ]         |
| カロリーナ・ フォルタン                   | 女流初段                |                                 |                           |                 |

## 臨時対局規定
2022年1月26日、コロナ禍の影響により「臨時対局規定」を理事会が制定し、同年2月1日より施行された。
制定翌年の2023年2月28日、日本将棋連盟は「臨時対局規定」を2023年3月13日に廃止することを発表した。これは、先に発表された日本政府の方針に合わせたものである。同年3月13日以降、対局中のマスク着用は「任意」、感想戦など会話を行う場合は「推奨」となる。

### 臨時対局規定による反則負け
臨時対局規定により、4つの事例（2ケース）で反則負けが発生している。
- ケース1
30分以上マスク未着用の時間があり反則負けとなった。当人による規定の抵触は一度のみで、その後の対局では改めている。
  - 佐藤天彦[219] - 2022年10月28日 第81期順位戦 A級4回戦で、対戦相手は永瀬拓矢王座。
- ケース2
鼻がマスクで覆われていないため正しいマスクの着用を本人に求めたがこれを拒否、反則負けとなる。その後の対局でも改めておらず、対局停止3か月の懲戒処分を受けた[220][221][222]。
  - 日浦市郎[223] - 2023年1月10日 第81期順位戦 C級1組9回戦。対戦相手は平藤眞吾。
  - 日浦市郎[224][225] - 2023年2月1日 第49期棋王戦 予選。対戦相手は三枚堂達也。
  - 日浦市郎[226][227] - 2023年2月7日 第81期順位戦 C級1組10回戦。対戦相手は村田顕弘。